# Callum Turner
Callum Robilliard Turner (Londen, 15 februari 1990) is een Brits acteur en fotomodel.

## Biografie
Callum Turner werd in 1990 geboren in de Londense wijk Hammersmith en groeide op in Chelsea. Hij woonde met zijn alleenstaande moeder Rosemary Turner, die deel uitmaakte van de new romantic-beweging, in een sociale woning. Bij zijn geboorte kreeg hij Robilliard als tweede naam, een verwijzing naar de Britse poëet David Robilliard, met wie zijn moeder bevriend was.
Tussen 2008 en 2016 was Turner verslaafd aan cannabis. Hij rookte elke dag en beschouwde zichzelf als een 'grote stoner'. Hij verklaarde later dat hij door zijn verslaving vier jaar van zijn leven had weggegooid.
In zijn jeugd droomde hij ervan om profvoetballer te worden. Hij is een fervent supporter van Chelsea FC. Via zijn moeder ontwikkelde hij een liefde voor film, waardoor hij besloot om acteur te worden.
Van 2015 tot 2020 had hij een relatie met actrice Vanessa Kirby.
Sinds januari 2024 heeft Turner een relatie met zangeres en actrice Dua Lipa.

## Carrière
Turner ging reeds als tiener aan de slag als fotomodel. Zo werkte hij voor kledingmerken als Burberry, Next en Reebok. Op zijn negentiende deed hij modellenwerk in de Verenigde Staten, Italië en Japan. Hoewel hij geen acteeropleiding volgde, kon hij via zijn modellenwerk kleine bijrollen in film- en televisieproducties versieren. Zo werkte hij in de jaren 2010 mee aan onder meer The Borgias (2013), Ripper Street (2013), Victor Frankenstein (2015) en Assassin's Creed (2016).
In 2016 vertolkte hij Anatole Kuragin in de BBC-miniserie War & Peace. Nadien werkte hij ook mee aan de boekverfilmingen Fantastic Beasts: The Crimes of Grindelwald (2018), Fantastic Beasts: The Secrets of Dumbledore (2022) en het komisch kostuumdrama Emma (2020). In 2019 vertolkte hij ook een hoofdrol in de BBC-misdaadserie The Capture.
In 2024 speelde hij een van de hoofdrollen in de Apple TV Plus-serie Masters of the Air.

## Filmografie

### Film
- Queen and Country (2014)
- Green Room (2015)
- Victor Frankenstein (2015)
- Tramps (2016)
- Assassin's Creed (2016)
- Writer's Room (2017)
- Mobile Homes (2017)
- The Only Living Boy in New York (2017)
- Fantastic Beasts: The Crimes of Grindelwald (2018)
- Emma. (2020)
- Divine (2020)
- Fantastic Beasts: The Secrets of Dumbledore (2022)
- The Boys in the Boat (2023)

### Televisie
- Leaving (2012)
- The Town (2012)
- The Borgias (2013)
- Ripper Street (2013)
- Glue (2014)
- War & Peace (2016)
- The Capture (2019)
- Masters of the Air  (2024)